# Igreja de nave única

Se o interior duma igreja não tem colunas e não está divisa em naves, fica uma igreja de nave única. Igrejas de nave única mas com capelas laterais são típicas no estilo barroco.

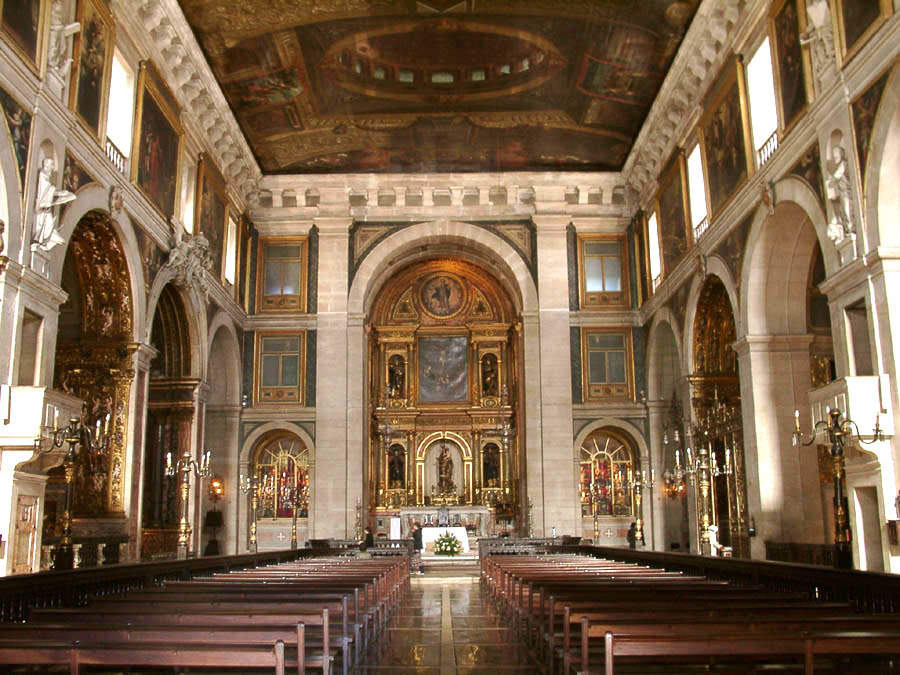
Igreja de São Roque de Lisboa

## Exemplos em Portugal
- Mosteiro de Cete
- Igreja de Santo Ildefonso[2]
- Igreja Matriz de Santa Marinha de Trevões
- Igreja do mosteiro de Santa Cruz (Coimbra), séc. XII, gótico
- Igreja da Graça de Coimbra
- Convento de São Francisco em Guimarães
- a Igreja de São Roque, em Lisboa
- a Sacristia da antiga igreja jesuítica de Santo Antão, em Lisboa
- Convento de Santos-o-Novo, em Lisboa
- Igreja do Recolhimento de Santa Maria Madalena em Vila do Porto

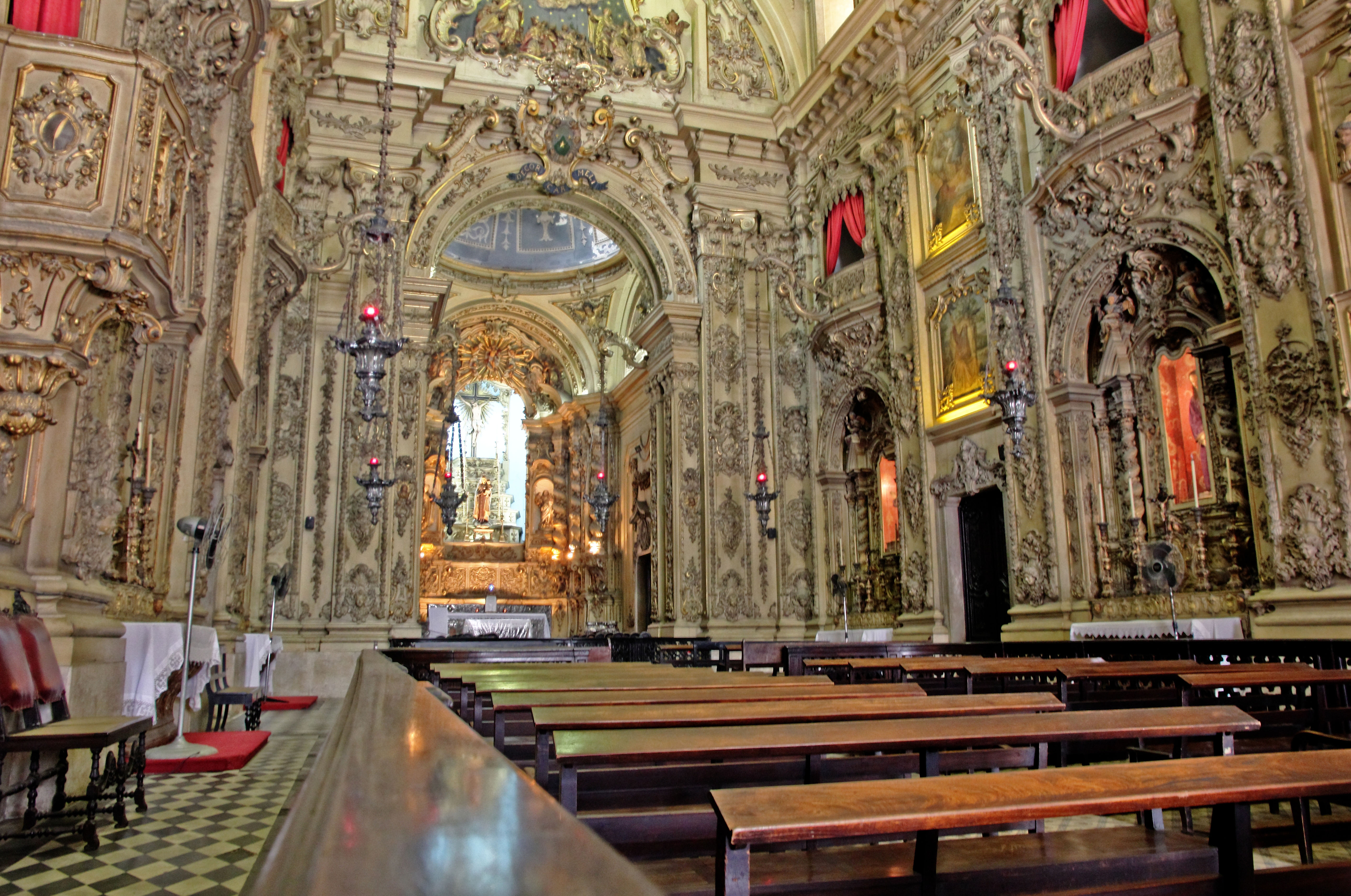
Igreja da Ordem Terceira do Carmo do Rio de Janeiro

## Exemplos em Brasil
- Igreja de Santo Alexandre, em Belém do Pará
- Igreja de Santa Cruz dos Militares, em Rio de Janeiro
- Igreja da Ordem Terceira do Carmo (Rio de Janeiro)